# Liste der sächsischen Hofbuchdrucker
Zum sächsischen Hofbuchdrucker wurden ernannt:
- Matthäus Stöckel (erste Druckwerke 1566)
- Hieronymus Schütz (nach 1587)
- Gimel Bergen II
- seine Witwe und Erben von Gimel Bergen II (nach 1637)
- Mutter von Gimel Bergen III (nach 1643)
- Christian und Melchior Bergen
- Immanuel Bergen (1691–1693)
- Johann Riedel
- Johann Conrad Stößel (nach 1718)
- Johann Carl Krause (1768)
- Carl Christian Meinhold (ab 1784)
- Christian Immanuel, Carl Traugott und August Ferdinand Meinhold (ab 1810)